# ニホンアマガエル
ニホンアマガエル（日本雨蛙、学名 Dryophytes japonicus）は、アマガエル科アマガエル属に分類されるカエルの一種である。

## 分布
日本、朝鮮半島、中国東部まで広く分布し、その姿や鳴き声はよく知られている。
日本では北海道、本州、四国、九州、国後島、佐渡島、隠岐諸島、壱岐島、対馬、大隅諸島などに分布し、伊豆諸島の八丈島には国内外来種として定着している。
2016年、近畿地方辺りを境として東西で遺伝的相違がある事が分かった。

## 分類
ニホンアマガエルは従来、単一種とされながら太腿の斑紋パターンが地域によって異なっており、関西以東の日本とサハリンの集団はクレードA、関西以西の日本と韓国の集団はクレードBと呼ばれていた。ミトコンドリアのチトクロムb遺伝子の系統解析及び表現型の比較により、2025年にクレードAの集団はヒガシニホンアマガエル（Dryophytes leopardus）として新種記載された。両種の分布境界付近（大阪府北部および和歌山県北部）では雑種個体群が確認されたが、離れた地域では確認されていないことから、集団間であまり移動せずクラインは非常に緩やかであると推定される。またクレードA及びB（ヒガシニホンアマガエルとニホンアマガエル）が約500万年かけて分岐したことも証明されている。

## 形態
体長は2.0 - 4.5センチメートル程で、メスの方が大きく、通常オスは4センチメートル以下。鼻筋から目、耳にかけて褐色の太い帯が通っている。前足に4本、後足に5本の指があり、すべての指先に丸い吸盤がある。この吸盤で枝から枝へ飛び移ったり、ガラスの垂直面に張りつくこともできる。
体色は腹側が白色で、背中側が黄緑色だが、背中側は黒っぽいまだら模様の灰褐色にも変えることができ、保護色の一例としてよく知られる。この色の変化は、周りの環境、温度、湿度、明るさなどに応じてホルモンを分泌し、皮膚の色素細胞を拡張・伸縮させることによる。また、たまに色素細胞の変異が起こり、体色が青や黄色の個体がみられることもある。たまに話題となる空色の蛙は、本種の黄色色素が先天的に欠乏したものである。なお、夜間では土の上でも緑色を呈する。

## 生態

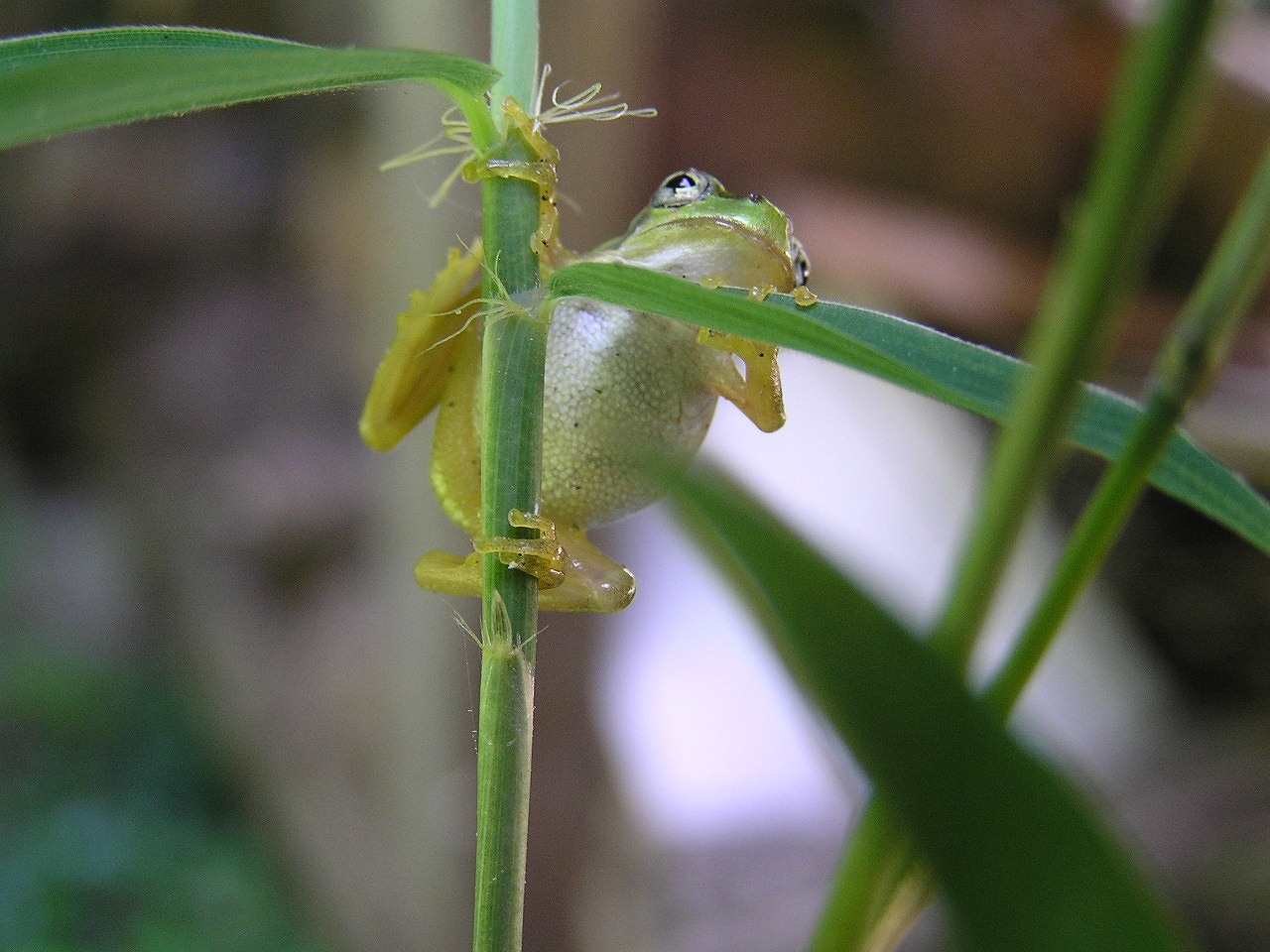
孟宗竹に止まるニホンアマガエル（腹部側から見る）2007年7月30日撮影

カエルは水辺に住むものと思われがちだが、ニホンアマガエルは樹上での生活に適応していて、水辺の植物の上や森林などに生息する。春から秋まで活動し、冬は温度差の少ない地中で冬眠する。
20世紀末以降両生類全体が減少傾向にあるが、本種は立体活動が巧みなこと、ある程度乾燥に強いことから都市部等でも見かけられることもあり依然普通種であり続けている。ただし、捕食対象のサイズを選ばず、繁殖時以外成体が水域に全く依存せず、都心の公園や湾岸のお台場でもおびただしい数がみられるヒキガエルに比べると都市化には弱い。
食性は肉食性で、小さな昆虫類やクモ類を捕食する。動いているものに反応するので、死んだものや動かないものは食べない。捕食するときは飛びかかりながら短い舌で獲物を押さえつけ、次の瞬間には大きな口で獲物をくわえる。大きな獲物は眼球を引っ込め、眼球の裏側で口の中の獲物をのどの奥に押しこんで呑みこむ。夜には人家の窓や自動販売機の照明前にも現れ、明かりに集まる昆虫を捕食する姿が見られる。
天敵は鳥類（サギ・アカショウビン・モズなど）、ヘビ（ヤマカガシ・ヒバカリなど）、哺乳類（イタチ・タヌキなど）だが、大型のカエル（トノサマガエルなど）、肉食水生昆虫（タガメ・タイコウチなどの水生カメムシ類やゲンゴロウなど）、肉食魚類（ナマズ・雷魚など）にも捕食される。また、オオキベリアオゴミムシ（ゴミムシの一種）の幼虫はアマガエルなど小型のカエルに大顎で噛みつき、外部寄生虫のように摂食し、最終的にカエルを死に至らしめる。
似た体色のものにシュレーゲルアオガエル・モリアオガエルがあるが、体が小さく、体の横に褐色の帯があること、特に、目から鼻にかけて褐色の帯がでること、灰褐色の体色ではまだら模様が出ること、などで区別できる。
特に人を恐れることもなく、トノサマガエルは捕まえるとすぐ逃げようとするのに対し、アマガエルは手のひらに留まったり、歩いて腕をよじ登ったり、農村の子供たちの遊び相手ともなる。人里や里山に生息するが、高原の湿地など人が立ち入らない場所では生息しない。水田の伝播とともに分布を拡げた可能性も考えられる。

### 広告音と雨鳴き

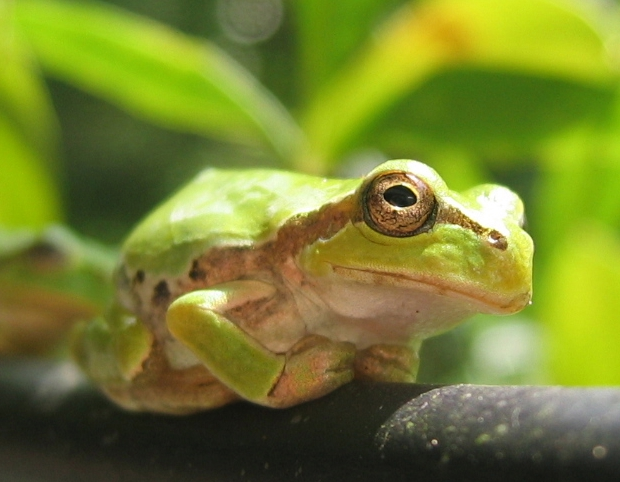
横から見たアマガエル

ニホンアマガエルの鳴き声は「ゲッゲッゲッゲッ…」「クワックワックワッ…」という表現をされる。鳴くのはすべてオスで、オスの喉には鳴嚢（めいのう）という袋があり、声帯で出した声を鳴嚢で共鳴させて大声を生みだしている。
カエルの繁殖期は主に春で、この時期の夜の水田にはたくさんのカエルの声がこだまし、場所によっては集団で大合唱になることもある。この繁殖期の鳴き声は、オスがメスに自分の存在を知らせるためのもので、「広告音（こうこくおん）」と呼ばれる。
普通のカエルは繁殖期の夜に鳴くが、ニホンアマガエルは「雨蛙」の和名の通り、雨が降りそうになると繁殖期でなくとも、昼間でも鳴くのが大きな特徴である。この時の鳴き声は「雨鳴き（あまなき）」「レインコール(Raincall)」などとよばれ、繁殖期の広告音と区別される。
その他、春先の暖かい日に冬眠から覚めた際や稲刈の際にも、また晩秋には雨と関わりなく、レインコールに似た「クワックワックワッ」という甲高い鳴き方をする。

## 生活環
成体は春になると、水田や池などの止水域に集まる。この頃のオスの鳴嚢は茶色っぽくなり、メスと区別しやすい。オスの鳴き声を手がかりにメスが現れると、オスはメスの背中に抱きいて抱接する。つがいは抱接した状態で水面を泳ぎ、逆立ちしながら産卵・放精をおこなう。受精卵は細い寒天質のひもで数個ずつつながって水面を漂い、植物の茎などにからみつく。
受精卵は急速に細胞分裂し、水温など環境条件にもよるが2-3日ほどで孵化する。孵化した幼生は褐色で、外鰓（がいさい、そとえら）を持つが、やがて鰓は体内におさまり、「オタマジャクシ」の形になる。田圃を主な繁殖地とする本種は、他種のオタマジャクシと泳ぐことも多い。ニホンアマガエルのオタマジャクシは全身が褐色で、うすいまだら模様があるので、全身が黒いヒキガエル類などと区別できる。オタマジャクシの小さな口にはヤスリのような歯があり、動植物の死骸や藻類などを、削りとるように食べる。最大で5センチメートルに成長する。1か月ほどかけて、ゆっくりとオタマジャクシからカエルの姿へ変態する。成長するにつれ尾のつけ根に小さな後足が形成され、同時に体内で前足も形成されてゆく。後足が大きくなると、えら穴から前足が出て、尾が徐々に短くなってゆく。褐色だった体色がうすくなり、背中が黄緑色へ変わる。子ガエルは尾が短くなったころに上陸し、思い思いの方向へと散ってゆく。寿命は数年ほどとみられる。なお、アマガエル類は吸盤を持つため壁に囲まれた水場にも産卵できる。日本の九州以北で、開けた場所に置かれたタンクやビンなどで卵やオタマジャクシを観察できた場合、それらはまずニホンアマガエルのものである。
水田地域では一生を水田付近で過ごす個体も多い。稲の出穂時期になると水田には水を入れなくなるが、ここで水田を去り林に入る個体もあれば、500メートル以上離れた水場まで移動する個体もある。また一方でその後も水田付近で過ごし、稲刈の際に鳴きわめいて農機から逃げ惑う姿も見られる。隠れ場所・餌場である稲がなくなると近くの草むらや林に移動し、しかしなお水田近くに冬眠する個体もある。広大な水田地帯では当然のことだが、林野が隣接している水田でもこのような個体がある。春先の気温が暖かい年・地域では、冬眠から自発的に覚めて鳴き出すが、逆に雪解けが遅い年・地域では田起こしの農機の振動で冬眠から覚めるものの、気温が充分に上がるまでは活発に鳴かない。

### 生息環境と個体数
ニホンアマガエルは発達した吸盤により垂直な面をも移動できることから、主な生息環境となっている水田と周辺の水辺の圃場整備及び水路整備に多用されるU字溝の影響や、整備の結果生じる冬期の乾田化の影響は大きく受けないとされている。しかし、圃場整備や区画整理に伴い畔や法面が固められると、乾燥や捕食者から逃げることが出来ず生息数(密度)が減少することが報告されている。一方、カエルの密度を低下させない方法として、塩化ビニルパイプの設置は有効な方法となる。
平成以降になり全国で耕作放棄される水田が急増しているが、アシやガマの生い茂る湿地となった区画へは本種が寄り付かなくなり、トノサマガエルなどより大型の種が滞在する。

## 毒性
ニホンアマガエルは、皮膚の粘膜から毒が分泌されている。手で触る分には問題ないが、傷ついた手で触ったり、触った手で目や口を擦ったりすると、激しい痛みを感じ、目に入った場合は失明することもある。本種を触れた手では目や傷を触らず、手洗いすることが望ましい。

## 他のアマガエル
アマガエル科は全世界の熱帯・温帯から650種類ほども知られ、種類によって様々な体色や繁殖形態が知られている。
喜界島から沖縄本島にかけての南西諸島には、ハロウエルアマガエル Hyla hallowellii Thompson, 1912 が分布する。ニホンアマガエルよりも体や足がほっそりしていて、まだら模様が出ない。また、オスの鳴嚢や手足の腹側が橙色を帯びる。
南西諸島には他にヒメアマガエル Microhyla okinavensis Stejneger, 1901 というカエルも分布するが、このカエルはアマガエル科ではなくヒメアマガエル科という独立した科に分類される。成体の体長は2-3cmほどで、体は褐色をしている。オタマジャクシは体が半透明で、プランクトン食性である。

## 文化
雨鳴きについては、以下のような昔話が各地に伝わっている。『アマガエルのヒミツ』 秋山 幸也 山と溪谷社 2004年3月より
「むかしむかしある所にアマガエルの親子がすんでいた。しかし子ガエルは大変なヘソ曲がりで、親ガエルの言いつけと反対のことばかりやっていた。
いよいよ親ガエルが死ぬという時に、親ガエルは（墓が流されないように、山の上に墓を作ってもらいたい。しかしこいつは言いつけと反対のことをするから…）と考え、「墓は川のそばに建ててくれ。」と言い残し死んだ。
ところが子ガエルはこの時になって反省し、「遺言は守らなければならん」と、本当に川のそばに墓を建ててしまった。そのため雨が降りそうになると「親の墓が流される」と泣くのだという。」
この話から派生してか、九州地方にはヘソ曲がりの子供を「ぎゃくぎゃくどんく（逆々蛙）」などとよんで戒める地方がある。また、ぎゃくぎゃくどんくはニホンアマガエルを指す方言呼称としても用いられる。